# Machaeropalpus fasciatus
Machaeropalpus fasciatus är en fjärilsart som beskrevs av Willie Horace Thomas Tams 1935. Machaeropalpus fasciatus ingår i släktet Machaeropalpus och familjen nattflyn. Inga underarter finns listade i Catalogue of Life.